# サイファー (航空機)

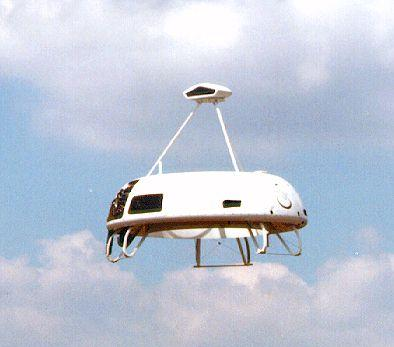
飛行中のサイファー

サイファー（Cypher）は、アメリカ合衆国のシコルスキー社が開発した無人航空機。回転翼機であり、本体はダクテッドファンで構成されているという特異な機体である。1990年代に技術デモンストレーターとして運用された。

## 概要
シコルスキー社が軍民双方の需要に向けての技術デモンストレーターとして製作したものである。軍事目的には偵察・戦場監視、民需目的には警備・災害監視などの目的が考えられた。
機体は直径1.8mの円盤である。機体中央部に二重反転のダクテッドファンが設置され、周囲を覆うリング状のシュラウドが目立つ構成をしている。垂直離着陸が可能であり、シュラウド下部に簡易な形状の降着装置がある。離着陸時および水平飛行時とも、ローター面を地面と平行した状態で飛行を行う。ペイロードは最大で約23kgあり、機体の上に光学センサーなどを搭載する構造となっている。飛行制御はフライ・バイ・ワイヤであり、ディファレンシャルGPSによってナビゲートされる。
初飛行は1992年4月であり、1997年までに試験飛行や技術展示飛行が行われた。発展型のサイファーIIも開発中である。

## 要目
- 直径：1.88m
- 全高：0.61m
- エンジン：UEL AR-801Wankelロータリーエンジン（50馬力）
- ローター直径：1.22m
- 自重：120kg
- ペイロード：23kg
- 上昇限度：8,000ft
- 航続時間：3時間
- 最大速度：100km/h
- 航続距離：90-125km

## 登場作品
『ゴーストリコン アドバンスウォーファイター2』
プレイヤーの敵位置偵察で登場する。
『メタルギアソリッド2』
敵の無人偵察機として各々の場面に登場する。
『大乱闘スマッシュブラザーズX』
『大乱闘スマッシュブラザーズSPECIAL』
スネークの上必殺技として登場する。